# Concílio de Constantinopla (815)
O Concílio de Constantinopla de 815 foi realizado na capital bizantina, na igreja de Santa Sofia, e iniciou um segundo período do iconoclasma no império.
Logo depois de ter se reunido, o patriarca de Constantinopla - iconófilo- Nicéforo I foi deposto pelo imperador Leão V, o Armênio, em favor do iconoclasta Teódoto I. O novo patriarca presidiu o concílio, que restaurou o iconoclasma, repudiando o segundo concílio de Niceia e reafirmando as decisões do concílio de Hieria, de 754. Ainda que o concílio tenha se reunido a pedido do imperador, a causa iconoclasta foi majoritariamente defendida por outros clérigos, incluindo os futuros patriarcas Antônio I e João Gramático. 